# Quận Miami-Dade, Florida
Quận Miami-Dade là một quận thuộc tiểu bang Florida, Hoa Kỳ. Quận lỵ đóng ở Miami6. 
Dân số theo điều tra năm 2000 của Cục điều tra dân số Hoa Kỳ là người. Dân số năm 2007 là 2.478.745 người, là quận đông dân nhất trong các quận của tiểu bang Florida.
Quận Miami-Dade là một trong ba quận ở Nam Florida tạo nên khu vực đô thị Miami, nơi có khoảng 6.158.824 người ước tính vào năm 2017. 
Quận này có 36 thành phố hợp nhất và nhiều khu vực chưa hợp nhất. Các khu vực phía bắc, trung tâm và phía đông của quận được đô thị hóa mạnh mẽ với nhiều tầng cao trên bờ biển, cũng như vị trí của khu thương mại trung tâm của Nam Florida, Trung tâm Miami. Quận Nam Miami-Dade bao gồm các khu vực Redland và Homestead, tạo nên nền kinh tế nông nghiệp của Miami. Khu vực Redland nông nghiệp chiếm khoảng một phần ba diện tích đất có người ở của quận Miami-Dade và dân cư thưa thớt, trái ngược hoàn toàn với khu dân cư đông đúc, phía bắc quận Miami-Dade. Phần phía tây của hạt mở rộng vào Vườn quốc gia Everglades và chỉ có một ngôi làng của bộ lạc Miccosukee. Phía đông của đại lục trong vịnh Biscayne cũng là Vườn quốc gia Biscayne và Khu bảo tồn dưới nước vịnh Biscayne. 

## Địa lý
Theo Cục điều tra dân số Hoa Kỳ, quận này có diện tích 6300 km2, trong đó có 1380 km2 hay 21,9% là diện tích mặt nước.